# توزیع ماکسول-بولتسمان
توزیع ماکسول–بولتزمن (به انگلیسی: Maxwell–Boltzmann distribution) در فیزیک و به ویژه در مکانیک آماری، تابعی است که توزیع سرعت ذرات را در گاز مشخص می‌کند. ویژگی  گاز ایده‌آل این است که ذرات گاز در فواصل کوچک به آزادی حرکت می‌کنند و حتی برخورد با دیگر ذرات دارند، اما برهم‌کنشی روی یکدیگر ندارند. این توزیع تابعی از دمای سامانه، جرم و سرعت ذرات است. ذره در این‌جا هم به معنی مولکول و هم به معنی اتم است.
توزیع ماکسول–بولتزمن در گاز ایده‌آل نزدیک به تعادل ترمودینامیکی با اثرات کوانتمی ناچیز و سرعت غیرنسبیتی صحیح است. هم‌چنین این توزیع از پایه‌های نظریه جنبشی است، که خودش خصوصیات بنیادی گازها مانند فشار را به صورت ساده توضیح می‌دهد. در سرعت‌های نسبیتی تابع توزیع «ماکسول–جوتنر» استفاده می‌شود.
توزیع ماکسول–بولتزمن شالوده‌ی نظریه جنبشی گازها است.

## تاریخچه
جیمز کلرک ماکسول در سال ۱۸۶۰ این توزیع را به عنوان ابزاری آماری برای توضیح جنبه‌های گوناگونِ نظریه جنبشی گازها کشف کرده و گسترش داد. سپس لودویگ بولتزمان تحقیقات مهمی بر روی منشا فیزیکی چنین توزیعی را انجام داد.